# MTV Movie & TV Awards
De MTV Movie & TV Awards, eerder bekend als de MTV Movie Awards, is een programma van MTV waarin prijzen worden uitgereikt in verschillende categorieën die te maken hebben met films en sinds 2017 ook televisieprogramma's. Winnaars worden gekozen door de bezoekers van de website. In tegenstelling tot de MTV Video Music Awards wordt deze show niet rechtstreeks uitgezonden, maar meestal enkele dagen later in verband met soms grof taalgebruik.

## Categorieën
- Best Movie (Beste Film)
- Best Male Performance (Beste Mannelijke Acteerprestatie)
- Best Female Performance (Beste Vrouwelijke Acteerprestatie)
- Best Breakthrough Performance Male (Beste Mannelijke Nieuwkomer)
- Best Breakthrough Performance Female (Beste Vrouwelijke Nieuwkomer)
- Best On-Screen Team (Beste Filmteam)
- Best Villain (Beste Schurk)
- Best Comedic Performance (Beste Komische Vertolking)
- Best Song From a Movie (Beste Filmliedje)
- Best Kiss (Beste Kusscène)
- Best Action Sequence (Beste Actiescène)
- Best Fight (Beste Vechtscène)
- Best Frightened Performance (Beste Schrikaanjagende Vertolking)
- Best New Filmmaker (Beste Nieuwe Filmmaker)
- Best Virtual Performance (Beste Virtuele Vertolking)
- Lifetime Achievement Award (Oeuvreprijs)